# 船越村 (岩手県)
船越村（ふなこしむら）は、昭和30年（1955年）まで岩手県下閉伊郡にあった村。現在の山田町船越にあたる。

## 沿革
- 明治22年（1889年）4月1日 - 町村制施行にともない、旧来の東閉伊郡船越村単独で村制施行。
- 1897年（明治30年）4月1日 - 郡の統合により北閉伊郡・中閉伊郡・東閉伊郡が合併して下閉伊郡が発足[1]。下閉伊郡船越村となる。
- 昭和30年（1955年）3月1日 - 山田町・大沢村・織笠村・豊間根村と合併し、新制の山田町となる。

## 行政

### 歴代村長
| 代 | 氏名         | 就任                       | 退任                       | 備考 |
| -- | ------------ | -------------------------- | -------------------------- | ---- |
|    | 山崎安左ェ門 | 明治30年（1897年）5月6日   | 明治30年（1897年）7月6日   |      |
|    | 藤根吉愛     | 明治31年（1898年）7月7日   | 明治33年（1900年）2月3日   |      |
|    | 川端半兵衛   | 明治33年（1900年）2月4日   | 明治33年（1900年）4月4日   |      |
|    | 目時克郎     | 明治33年（1900年）4月6日   | 明治35年（1902年）5月15日  |      |
|    | 清川俊一郎   | 明治35年（1902年）6月10日  | 明治38年（1905年）1月      |      |
|    | 船越儀七     | 明治38年（1905年）3月19日  | 明治39年（1906年）4月5日   |      |
|    | 船越廉三     | 明治40年（1907年）1月25日  | 明治44年（1911年）1月24日  |      |
|    | 立花顕義     | 明治45年（1912年）3月26日  | 大正2年（1913年）12月21日  |      |
|    | 吉田源次郎   | 大正3年（1914年）5月25日   | 大正5年（1916年）4月10日   |      |
|    | 大原耕造     | 大正5年（1916年）6月1日    | 大正11年（1922年）10月     |      |
|    | 千葉傳人     | 大正12年（1923年）9月22日  | 昭和2年（1927年）10月29日  |      |
|    | 吉田源次郎   | 昭和3年（1928年）3月3日    | 昭和8年（1933年）3月28日   | 再任 |
|    | 鈴木吉平     | 昭和8年（1933年）7月8日    | 昭和12年（1937年）7月7日   |      |
|    | 今野民弥     | 昭和12年（1937年）12月13日 | 昭和16年（1941年）12月12日 |      |
|    | 鈴木忠次郎   | 昭和17年（1942年）1月19日  | 昭和21年（1946年）1月28日  |      |
|    | 坂本正一     | 昭和21年（1946年）10月8日  | 昭和21年（1946年）11月28日 |      |
|    | 佐々木源兵衛 | 昭和22年（1947年）3月18日  | 昭和22年（1947年）4月17日  |      |
|    | 近藤勝之助   | 昭和22年（1947年）4月18日  | 昭和26年（1951年）9月14日  |      |
|    | 坂本正一     | 昭和26年（1951年）9月15日  | 昭和30年（1955年）2月28日  | 再任 |

## 交通

### 鉄道
- 国鉄山田線：岩手船越駅